# Prutski mir
Prutski mir je 23. julija 1711 končal četrto rusko-turško vojno (1710–1711), manjšo stransko vojno v veliki severni vojni med Švedsko in Rusijo.
Po porazu Švedov v bitki pri Poltavi leta 1709 je  njihovemu kralju Karlu XII. uspelo pobegniti v Osmansko cesarstvo, kjer mu je Ahmed III. podelil azil. Car Peter I ni odnehal, temveč je zahteval, da mu švedskega vladarja izročijo. Ko so Turki to zavrnili, so Rusi napadli Kneževino Moldavijo . Na Prutu pa so jih čete velikega vezirja Baltajija Mehmed-paše obkolile, tako da so se v brezupnem položaju morali začeti pogajati.. V Prutskem miru je Rusija morala porušiti kozaško trdnjavo Kodak in predati trdnjavo Azov Osmanskemu cesarstvu, poleg tega se je zavezala, da se v prihodnje ne bo vmešavala v zadeve Poljakov in Kozakov. Karlu XII.je Carigrad zagotovil neoviran povratek domov na Švedsko.
Prutski mir je dokončno potrdil sultan v Adrianopolskem miru (1713).

## Spletna povezava
- Besedilo pogodbe na Inštitutu za evropsko zgodovino Mainz